# Joe Dallesandro
Joseph Angelo D'Allesandro, känd som Joe Dallesandro, ibland kallad Lil' Joe, född 31 december 1948 i Pensacola, Florida, är en amerikansk skådespelare.
Hans familj har italiensk bakgrund. Som tonåring hamnade han hos sina farföräldrar i Queens där han levde ett liv med inbrott, vandalism, stulna bilar och fängelsestraff. Han började posera naken för tidningar som gavs ut i Los Angeles av Bob Mizer. Efter ett tag flyttade han tillbaka till New York och 1967, vid bara 18 års ålder, hamnade han på en av Andy Warhols filminspelningar i en lägenhet i The Village. Warhols filmare Paul Morrissey tyckte genast när han såg den vackre unge mannen att han skulle vara med i filmen och Warhol höll med. Det hela slutade med att D'Allesandro brottades med huvudrollsinnehavaren i bara sina kalsonger. Dessa scener dök ett år senare upp i filmen Loves of Ondine (1968).
D'Allesandro var sedan med i Warhol/Morrisseys två filmer San Diego Surf (från 1968 och som aldrig gavs ut) och Lonesome Cowboys (1969). Det var i och med Morrisseys trilogi Flesh, Heat och Trash som D'Allesandro blev ett välkänt ansikte och en välkänd kropp och filmen Flesh, som handlar om den unga prostituerade pojken Joe, kom att bli den mest uppmärksammade filmen och kanske just på grund av D'Allesandros helnakna scener. En stillbild från denna film dök senare upp på The Smiths debutalbum.
Han var också med i de båda Warholfilmerna Flesh for Frankenstein och Blood for Dracula, regisserade av Morrissey och som oftast kallas Andy Warhols Frankenstein och Dracula. Efter dessa båda barnförbjudna splatterfilmer med absurd humor och mycket naket, lämnade D'Allesandro hela Warholcirkusen och flyttade till Europa. 
I Europa kom han att spela in ett trettiotal filmer där den mest uppmärksammade var Serge Gainsbourgs Je T’Aime Moi Non Plus, från 1975. I den spelar han en homosexuell lastbilschaufför som blir förälskad i en pojklik servitris som spelas av Jane Birkin.
1980 återvände han till USA där han sedan dess varit med i ett antal filmer som exempelvis Francis Ford Coppolas The Cotton Club (1984), John Waters Cry-Baby (1990), Mika Kaurismäkis L.A. Without A Map (1998) och Steven Soderberghs The Limey (1999).

## Filmografi i urval
- 1968 – Loves of Ondine
- 1968 – Flesh
- 1969 – Lonsome Cowboys
- 1970 – Trash
- 1971 – Heat
- 1975 – Je T’Aime Moi Non Plus
- 1984 – Cotton Club
- 1988 – Sunset
- 1990 – Cry-Baby
- 1992 – Guncrazy
- 1994 – Sugar Hill
- 1998 – L.A. Without A Map
- 1999 – The Limey
- 2002 – Pacino Is Missing